# Moto Racer DS
Moto Racer DS es un juego de carreras de motos estilo arcade desarrollado por Artefacts Studio y publicado por SouthPeak Games para la Nintendo DS. Es el primer juego que se lanza en la serie Moto Racer desde 2002.
El juego presenta varios modos diferentes, pero una gran parte del juego se centra en el modo "Moto GP", en el que el jugador compite contra la IA en varias carreras diferentes en una variedad de terrenos.

## Jugabilidad
En Moto Racer DS, el jugador compite con motos en varios escenarios para completar el juego. El juego tiene carreras tanto en caminos de tierra como pavimentados, y contiene varios modos de juego diferentes: Moto GP, Tráfico, Supercross y Estilo libre. Moto GP constituye el núcleo del juego, donde el jugador compite contra la computadora en una serie de diferentes carreras en el pavimento. En Moto GP, el jugador participa en un torneo en el que, para avanzar, debe alcanzar un determinado nivel. Varias personas pueden competir entre sí en carreras a través de la función multijugador de Moto GP.
Traffic coloca al jugador en una calle transitada con tráfico en sentido contrario y le pide que recorra el circuito sin chocar con ninguno de los autos que hay en la carretera. Una versión multijugador de Traffic enfrenta a dos jugadores en la misma pista para ver quién puede maniobrar mejor entre el tráfico. Freestyle requiere que el jugador realice una serie de trucos en motocicleta para ganar puntos y avanzar al siguiente nivel. Supercross obliga al jugador a conducir motocicletas en una pista de tierra para realizar trucos.

## Recepción
Moto Racer DS recibió una recepción positiva por parte de los críticos, quienes destacaron su extenso contenido como su principal factor de éxito; recibió una puntuación de 74,50% de GameRankings y 73 sobre 100 de Metacritic. Adam Scott Clark de NintendoLife consideró que era un juego exitoso para aquellos interesados en los videojuegos de motocicletas, pero sugirió que los fanáticos de las carreras más casuales se sentirían desanimados por la difícil curva de aprendizaje del juego y sugirió Mario Kart DS como una alternativa viable. Pocket Gamer pensó que el juego tenía algunos problemas, pero señaló que aún tenía una excelente cantidad de contenido y que sus efectos secundarios se debían principalmente a los intentos del juego de ser más un juego de simulación de carreras.